# Волох Петро Іванович
Петро́ Іва́нович Во́лох (1699, Валахія, нині Румунія — травень 1768, Київ) — український золотар.

## Творчість
Працював у Києво-Печерській лаврі. Виготовив митру (1736), мідний позолочений карбований іконостас для церкви Феодосія на Дальніх печерах.
1747 року створив (разом з Іваном Завадовським за моделлю Семена Тарановського) срібні царські врата до іконостаса Софійського собору у Києві у стилі бароко з багатим рослинним орнаментом (не збереглися).